# 에어포스 (드라마)
《에어포스》는 2000년 11월 15일부터 2000년 11월 16일까지 방영된 국군의 날 특집 드라마이다.
이 드라마는 대한민국 공군을 소재로 국방홍보원과 문화방송이 공동 제작했으며, HDTV 드라마로 제작되었고, 편당 5억원이 넘는 제작비가 투입된 것으로 알려져 '블록버스터 드라마'로도 불렸다.
한편, 극중 김진경 대위 역으로 나온 채림이 같은 시간대인 SBS 《여자만세》에 출연중이었는데 ‘김빼기 용’ 편성한 것이 아니냐는 의심을 줬다.

## 줄거리
공군 전투기 조종사 장현우 대위는 공군사관학교 최초의 여생도였던 김진경 대위를 공사 생도 시절부터 짝사랑해 왔다. 그러나 김진경 대위는 공사 선배인 유정준 소령과 사귀다가 받은 상처 때문에 마음을 닫고 있는 상태이다. 장현우 대위는 간신히 턱걸이로 고등 비행교육을 마친 파일럿 기종전환 역시 턱걸이로 간신히 통과하게 된다. 그곳에서 공사 동기인 맹수창 대위와 자신이 짝사랑하는 공사 후배인 김진경 대위를 만나게 되고 그곳에서 정비 군무원인 한세연과 조종사와 교육교관 관계로 만난다. 한세연은 낙천적이고 밝은 성격의 장현우 대위를 인간적으로 좋아하게 되지만 그의 마음이 김진경 대위에게 향하고 있다는 것을 알게 된다. 한편 장현우 대위는 생환훈련 중 바다로 추락한 김진경 대위를 구해주려다 머리에 충격을 받게되어 비행부적격 판정을 받게 된다.
부적격판정 이후 타 지상근무직 발령을 받으려 하는 중 한태수 감독관은 여느 때처럼 전투기 정비를 하다 지병으로 쓰러지고 군 병원에 입원한다. 그러다 얼마 후 장현우 대위의 상황을 알고 당장은 비행을 못해도 포기하지 말고 다시한번 추스려서 시작해보라는 말을 남기고 끝내 세상을 떠난다. 얼마 후 지상근무 중 한세연 에게 무언가를 건네 받는 장현우는 얼마전 세상을 등진 한태수 감독관이 지휘조종흉장을 본인을 위해 주는 것임을 알고 다시한번 비행을 위해 체력단련은 물론이거니와 시뮬레이션 비행훈련에 최선을 다하게 된다. 이를 전임 편대장인 유정준소령이 유심히 지켜보다 대대장인 최상훈중령을 찾아가 보라매 공중 사격대회에 같은편대원으로 합류 시켜달라는 부탁을 하게 되고 대대장은 항공생리검사에서 비행적격 판정이 나면 그리조치 하겠다는 약속을 하며 장현우대위는 적격판정을 받고 본래편대로 복귀된다. 이후 보라매 공중사격대회서 정준의 편대는 최우수편대로 선정이 되어 전 편대원은 비행단장 상을 받게 된다. 정준은 진경에게 프러포즈를 하게 되고 현우는 두사람을 진심으로 축하 해준다. 이후 세연을 찾아가 포옹을 한다.

## 등장 인물

### 주요 인물
- 류진 : 장현우 대위 역

공군사관학교 출신 초등, 중등, 고등 비행교육 과정을 턱걸이로 통과한 파일럿 기종전환 훈련 역시 겨우 통과하는 인물이다. 김진경 대위를 짝사랑 하지만, 김진경 대위는 유정준 소령을 좋아하는 마음을 알게되어 괴로워 한다.
- 채림 : 김진경 대위 역

장현우의 공사 1년 후배. 공사 개교 이래 최초의 여자생도 이자 최초 여성 파일럿이다. 생도 시절부터 유정준 소령을 짝사랑해왔다.
- 정준호 : 유정준 소령 역

장현우의 공사 2년 선배. 공사시절 전대장 생도를 맡았을 만큼 우수한 인재이다. 모든 비행교육 과정을 우수한 성적으로 수료하였고 미 공군 전투무기학교를 수료한 대한민국 공군의 에이스 파일럿이다.
- 김정은 : 한세연 역

공군 정비 군무원. 장현우 대위에게 마음이 있지만 장현우 대위의 마음은 김진경 대위에게로 향해 있음을 알고 가슴 아파하는 인물이다.
- 최준용 : 맹수창 대위 역

공군 곡예 비행단 블랙이글의 파일럿이었다. 비행시간에 비해 조종기술이 뛰어난 파일럿 장현우 대위와는 공사 동기이다.

### 주변 인물
- 정명환 : 이준기 소령 역
- 송재호 : 한태수 준위 역

항공정비 준사관 장현우대위에게는 아버지와 같은 존재이다.
- 최상훈 : 최찬호 중령 역

전투비행단 156대대 대대장
- 강효성 : 공군 소령 역
- 한인수 : 31전투비행단장 역